# Szergej Jevgenyjevics Jahontov
Szergej Jevgenyjevics Jahontov, Сергей Евгеньевич Яхонтов; kínai neve pinjin hangsúlyjelekkel: Yǎhóngtuōfū; magyar népszerű: Ja-hung-to-fu; kínaiul: 雅洪托夫 (Leningrád, 1926. december 13. – 2018. január 28.) orosz nyelvész, sinológus.

## Élete
A csillagász Natalja Szergejevna Jahontova fia. 1950-ben szerzett diplomát a Leningrádi Állami Egyetem orientalisztikai tanszékén. 1962–1963-ban Pekingben, majd 1971–1972-ben Szingapúrban tanult. Nyugdíjba vonulásáig a Szentpétervári Állami Egyetem orieantalisztikai tanszékén tanított.
Jahontov Dragunov tanítványa volt, és mestere számos elméletét tovább fejlesztette. A leningrádi (később szentpétervári) egyetemen ő alapozta meg a sino-tibeti nyelvészetet. Több tucat nyelvészeti tárgyú tudományos cikket publikált, melyek közül sokat lefordítottak angolra, kínaira és japánra is. Legjelentősebb tudományos eredményeit a kínai nyelv középkori változatának – az úgynevezett közép kínai – fonológiai vizsgálatának terén érte el.